# دالي سومرز
دالي سومرز (بالإنجليزية: Dale Sommers)‏ هو مقدم برامج إذاعية أمريكي، ولد في 26 نوفمبر 1943، وتوفي في 24 أغسطس 2012 في فلوريدا في الولايات المتحدة بسبب السكري.